# Mitragyna ciliata
Espèce
Mitragyna ciliata (Aubrev. & Pellegr), de la famille des Rubiacées est plus connu sous le nom de Bahia ou Abura, ce dernier étant le nom du commerce britannique. Il a aussi pour synonymes scientifiques Hallea ciliata Aubrev. et Pellegr et Hallea stipulosa (Mitragyna stipulosa).
Ses appellations vernaculaires sont : Subaha (Allemagne et Ghana), Mivuku ou Mivuko (Angola), Agbantin (Bénin), Elelom ou Elolom (Cameroun), Vuku (Congo), Bahia (Côte d’Ivoire et France), Elélom-n’zam (Gabon), Elelon (Guinée équatoriale), Abura (Nigeria), Nzingu (Ouganda), Oro (République centrafricaine), Mivuku ou Mvuku (République démocratique du Congo), Mboi (Sierra Leone) et Nzingu (Zambie).

## Description
Mitragyna ciliata est présent dans toute la zone forestière d’Afrique tropicale, en allant de la Casamance à l’Ouganda et abonde dans les stations humides à marécageuses Le fût est plutôt cylindrique et droit sans contreforts, mesurant de 12 à 15 m de long avec un diamètre allant de 50 à 80 cm. Le houppier est réduit et son écorce est fibreuse et épaisse. Le rhytidome est fendillé de manière verticale et forme par places des plaques soulevées. En section, l’écorce a une épaisseur d’environ 2 cm, tandis que le rhytidome a une épaisseur de 1 à 5 mm. La tranche est fibreuse de couleur jaune rosé virant à l’ocre, à fibres courtes. Sous l’écorce, l’aubier ressort blanc rosé voire ocre. Ses feuilles sont très grandes et opposées et son fruit est une boule composée de petites capsules. L’aubier et le bois parfait sont non différenciés, de couleur mate et unie, gris rosé ou brun clair. Le grain est fin, les pores très nombreux sont presque invisibles et le bois est assez homogène. En général il est de droit fil.

## Utilité
Mitragyna ciliata est souvent utilisé dans la réalisation : d’articles tournés, meubles de luxe (ébénisterie), emballage ou caisserie, face ou contreface de contreplaqué, intérieur de contreplaqué, lambris, lamellé-collé, menuiserie intérieure, meuble courant ou éléments meublants, moulure, placage tranché, sculpture, tabletterie. Il présente une bonne tenue lors des assemblages via clouage et vissage, mais nécessite des avant-trous.

### Description de la grume
Son diamètre varie de 60 à 80 cm, il est flottable mais nécessite d’un traitement afin de permettre sa conservation en forêt.

### Description du bois
La couleur du bois est brun clair, l’aubier est non distinct, le grain est fin et le fil est droit ou contrefil, ce dernier étant léger. Il est possible de retrouver la présence de cœur mou et de veines colorées.

### Durabilité naturelle et imprégnabilité du bois
Ce bois résiste mal aux champignons (classe 5) et est sensible (classe S) aux termites et aux insectes de bois sec (dans tout le bois). De même il est moyennement imprégnable (classe 2) et fait partie de la classe 1 concernant sa durabilité naturelle à l’intérieur (pas de risque d’humidification). Mitragyna ciliata nécessite un traitement de préservation adapté contre les attaques d’insectes de bois sec, en cas d’humidification temporaire et dans le cas d’humidification permanente, son utilisation n’est pas conseillée.

### Réaction au feu
Selon le classement conventionnel français, avec une épaisseur > 14 mm, ce bois est moyennement inflammable (M3). Pour une épaisseur < 14 mm le bahia est facilement inflammable (M4). Il est classé D-s2,d0 par euroclass, classement répondant aux exigences de la norme NF EN 14081-1 (avril 2016).

### Classements commerciaux
Le bahia est classé selon le classement SATA (1996) parmi les produits sciés comme étant :
pour le « marché général » 
- classements possibles avivés : choix I, II, III et IV
- classement possibles coursons : choix I et II
- classement possibles coursons de chevrons : choix I, II et III

pour les « marchés particuliers » 
- classement possibles frises et planchettes : choix I, II et III
- classement possibles chevrons : choix I, II et III